# Chaguarpamba (kanton)
Chaguarpamba – kanton w prowincji Loja, w Ekwadorze. Stolicą kantonu jest Chaguarpamba.